# Torre de Vigia do Porto Pim

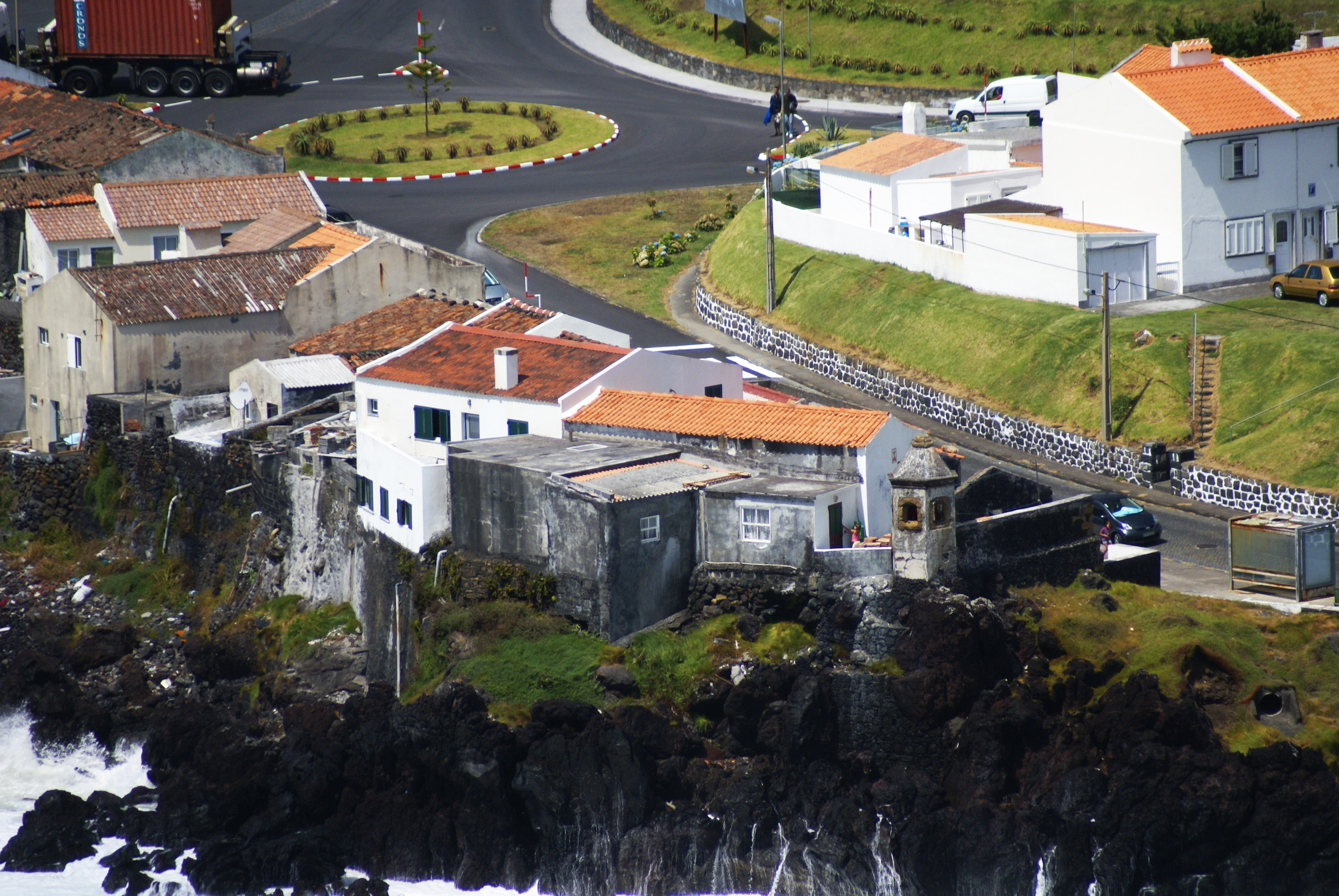
Torre de Vigia de Porto Pim vista do Monte da Guia.

A Torre de Vigia do Porto Pim localiza-se na freguesia das Angústias, cidade e concelho da Horta, na ilha do Faial, nos Açores.

## História
Trata-se de uma antiga guarita que integra o complexo das Fortificações da Baía de Porto Pim, sob a coordenação do Forte de São Sebastião e tinha, primitivamente, a função de simples vigia.
Encontra-se classificada como Imóvel de Interesse Público pelo Decreto Regulamentar Regional n.º 13/84/A, de 31 de Março e n.º 4 do artigo 58.º do Decreto Legislativo Regional n.º 29/2004/A, de 24 de Agosto.

## Características
Erguida no extremo oeste do complexo apresenta planta hexagonal, em alvenaria de pedra rebocada, com cobertura em forma de pirâmide também hexagonal. Está implantada num rochedo onde se inicia o muro de suporte que se desenvolve em direcção à baía.